# Vera Barclay

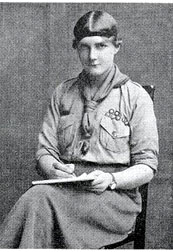
Vera Charlesworth Barclay, 1920

Vera Charlesworth Barclay (1893–1989) war die Mitbegründerin der Wölflinge, des Zweiges der jüngsten Mitglieder der Pfadfinderbewegung. Sie war eine Mitarbeiterin von Robert Baden-Powell, dem Gründer der Pfadfinder.
Sie schrieb mehrere Werke, unter anderem unter dem Pseudonym Margaret Beech.

## Biographie
Sie wurde am 10. November 1893 in Hertford Heath, Hertfordshire in England als Tochter eines anglikanischen Pfarrers, Reverend Charles W. Barclay, und einer Schriftstellerin, Florence Louisa Charlesworth (1862–1921), geboren. 1912 trat sie in die Pfadfinderbewegung ein und wurde eine der ersten weiblichen Pfadfinder. Im Jahr 1914 war sie eine der ersten Meuteführer. Etwa 15 Jahre lang, vor allem während des Krieges, ersetzt sie auf diese Weise Pfadfinderinnen, bis ein Mann gefunden wird, der die Aufgabe übernimmt.
Sie selbst berichtet 1915, wie sie ihr erstes Rudel in Hertford Heath, nordöstlich von London, gründete: Einer der kleinen Knaben belästigte sie, als sie sich um ihre Pfadfindergruppe kümmerte: „Fräulein, Fräulein, wenn die Pfadfinder uns wollen, sind wir bereit.“ Sie schreibt: „Als ich sah, wie diese schmuddeligen dreikäsehohen Knaben mich mit drei Fingern begrüßten, begann ich zu glauben, dass etwas für sie getan werden müsse.“ Von da an widmete sie ihre Abende am Montag, Mittwoch, Donnerstag und Freitag, ihre Wochenenden und einen Teil ihrer Ferien der Pfadfinderei. Später rekrutierte sie ihre Schwester Angela als Nachfolgerin für die Leitung der Meute.
1916 arbeitete sie als Krankenschwester im Rot-Kreuz-Spital in Netley bei Portsmouth. Am 24. Juni veranstaltete Robert Baden-Powell ein Treffen in der 116 Victoria Street, wo er seinen Plan für einen Zweig der Pfadfinderbewegung für Knaben im Alter von acht bis zwölf Jahren vorstellte, die Wölflinge. Im Juli schrieb er seinem Freund Rudyard Kipling und bittet um Erlaubnis, seinen Roman Das Dschungelbuch als Inspiration für ein Handbuch für „Wolfsjungen“ zu verwenden. Er überredete Vera, mit ihm zusammen das Handbuch zu schreiben. Daraufhin trat sie dem Nationalteam bei, um sich um den Wolfszweig zu kümmern. Jeden Morgen fand sie auf ihrem Schreibtisch kleine Notizen von Baden-Powell auf Zigarettenpapier vor (zu dieser Zeit wurde das Papier als Gerinnungsmittel für Rasierschnitte verwendet), die er während seiner morgendlichen Körperpflege verfasste.
Sie erwähnte humorvoll, dass dieses Handbuch nichts sei für „jene feierlichen Leute, die auf ein dickes Handbuch gewartet haben, das beschreibt, wie man ein Kind von acht bis zwölf Jahren unterrichtet; das heißt, wie man es ausbildet, bis es zu einer kleinen dummen Maschine wird; wie man seinen lernwilligen Geist unter einer Last von Albträumen schulischer Genauigkeit zerquetscht, diese Leute werden schmerzlich enttäuscht werden.“ Dennoch war es ihr wichtig, die verschiedenen Praktiken zu harmonisieren, und sie reiste in nicht weniger als 500 Rudel, um den Wölflingen „das große Heulen“ beizubringen.
Als sie zum Katholizismus konvertierte, setzte sie sich sehr dafür ein, das Misstrauen des römisch-katholischen Klerus gegenüber der Pfadfinderbewegung auszuräumen. Sie gewann die Unterstützung von Kardinal Bourne und ermöglichte so eine deutliche Zunahme der Mitgliederzahlen in England.
Sie war es auch, die Pater Sevin den Titel „Akela leader“ verlieh, der es ihm ermöglichte, seinerseits in Frankreich Rudelführer auszubilden. Sie selbst reiste 1923, 1925 und 1927 nach Frankreich.
Im September 1920 verabschiedete sie sich in einem Artikel der Gazette des Hauptsitzes von den englischen Pfadfindern, indem sie ihren Eintritt in den Orden der Schwestern der Nächstenliebe (von Vincent von Paul) bekannt gab. In derselben Ausgabe bedankte sich Robert Baden-Powell herzlich bei ihr, indem er ihr den „Silbernen Wolf“, die höchste Pfadfinderauszeichnung für geleistete Dienste, verlieh.
Dies scheint jedoch nur ein Versuch gewesen zu sein, da sie drei Jahre später immer noch Artikel für Pfadfinderzeitschriften verfasste und erneut Ausbildungshandbücher veröffentlichte. Sie schrieb viel, vor allem unter dem Pseudonym Margaret Beech: Kinderbücher, aber auch religiöse Essays.
1931 verließ sie England und ließ sich in der Schweiz nieder. Vor dem Ausbruch des Zweiten Weltkriegs ließ sie sich in Bognor Regis in der Nähe von Brighton nieder. Während eines Teils des Krieges zog sie nach Helmsley in Yorkshire, kehrte dann aber nach Bognor Regis zurück. In den 1950er Jahren half sie dabei, das Turiner Grabtuch in England bekannt zu machen und wurde zu einer der führenden englischen Experten für die Geschichte dieser Reliquie.
Vera Barclay starb blind in Sheringham in Norfolk im Alter von fünfundneunzig Jahren am 19. September 1989.

## Bibliografie (Auswahl)
(Quelle: )
- Cubbing – How to Run a Cub Pack (1920)
- Book of cub games (1920)
- Character training in the wolf cub pack (1921)
- Jungle Wisdom – A Book for Cubmasters (1925)
- Games for camp and club-room (1936)